# История Ирландии

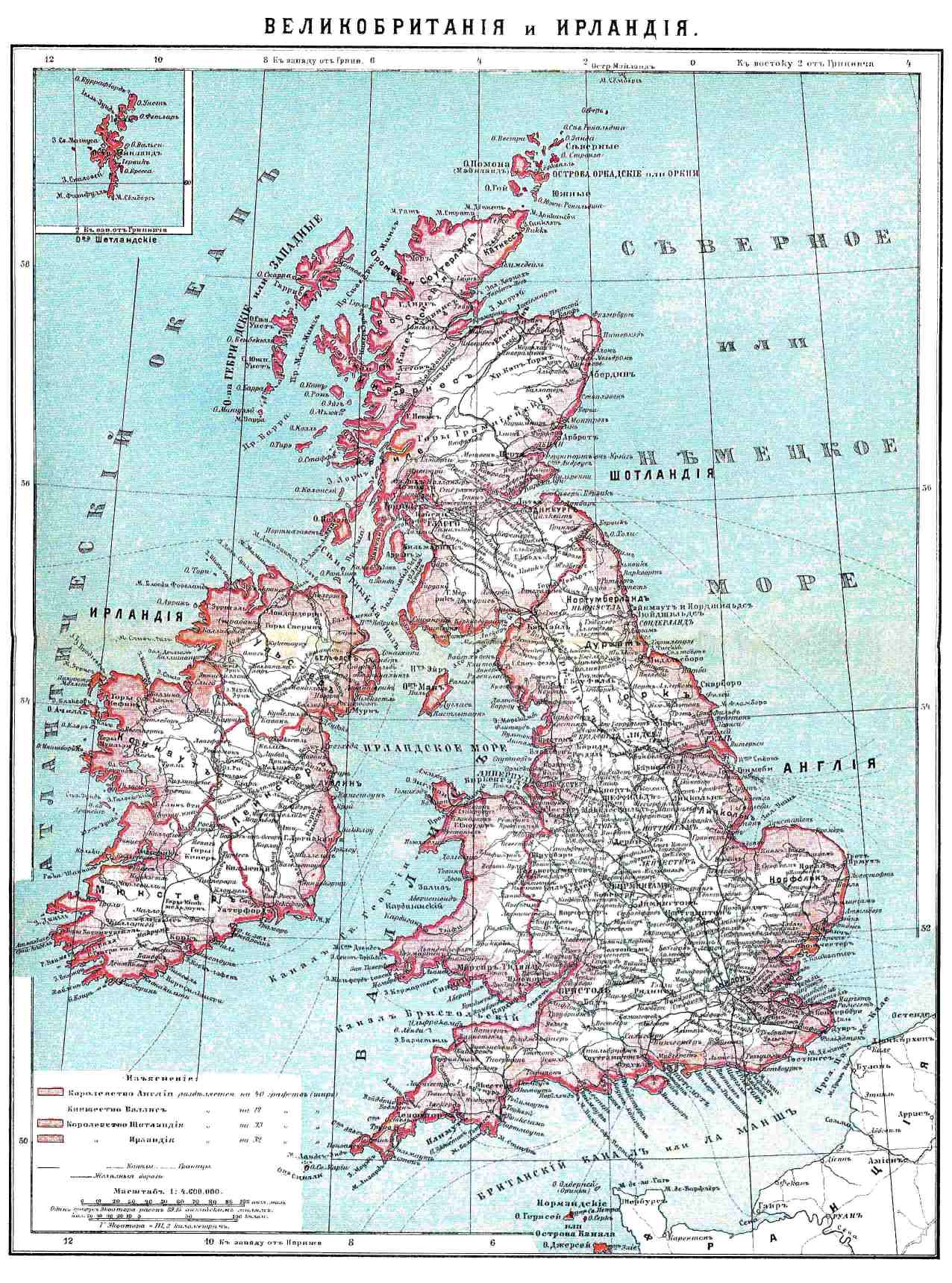
Карта Великобритании и Ирландии начала XX века из энциклопедии Брокгауза и Ефрона

История Ирландии простирается на тысячи лет до н. э. Последние две тысячи лет изучены достаточно подробно и очень богаты на события.

## Ирландия в дохристианский период
Первые люди заселили Ирландию в период мезолита, около 8000 до н. э., когда её климат улучшился после отступления ледников. В IV—II тысячелетиях до н. э. на острове существовала богатая и сложная культура эпохи неолита; было построено несколько сотен мегалитов различных типов, в том числе гробница Ньюгрейндж в Бру-на-Бойн. Предположительно в II тысячелетии до н. э. остров был заселён кельтами и его жители стали говорить на кельтских языках, хотя археологических свидетельств этому очень мало. Согласно генетическим исследованиям ирландцы являются потомками земледельцев из Средиземноморья, уничтоживших древнейшее население Изумрудного острова, а также скотоводов из Причерноморья. Причерноморские переселенцы — индоевропейцы принесли свой язык и гены гемохроматоза, а также гены, позволяющие усваивать лактозу и пить молоко. Сходство геномов людей бронзового века и современных ирландцев, шотландцев и валлийцев свидетельствует о том, что уже к 2000 г. до нашей эры сложились основные характеристики «островного», отличающегося от галльского, генома кельтов, потомками которых можно считать ирландский народ. Название острова на древнеирландском языке — Ériu (родительный падеж Érenn, Érin(n), в традиционной русской передаче «Эрин»). Древние ирландцы жили отдельными племенами-кланами под управлением наследственных вождей. Возможно, существовало общинное владение землёй. Ирландия не была частью Римской империи, но о ней упоминают римский историк Тацит, поэт Ювенал, греческие географы Птолемей и Страбон. Птолемей приводит несколько десятков названий мест и племён, которые в ряде случаев могут быть отождествлены с раннесредневековыми (например, Senos — Шэннон).

## Деятельность Святого Патрика. Распространение в Ирландии христианства

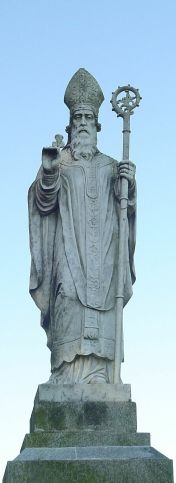
Статуя Святого Патрика

В 432 г. Святой Патрик, уроженец Британии, распространил среди ирландцев христианство. Благоприятная обстановка на острове способствовала развитию учености среди монахов. Уже с VI века Ирландия сделалась центром западной учености, из её монастырских школ выходили проповедники христианства на материке; главным центром их был монастырь на острове Айона. Ирландские монахи внесли значительный вклад в сохранение латинской культуры во время раннего Средневековья. Ирландия этого периода славилась своим искусствами — иллюстрациями к рукописным книгам (см. Келлская книга), работой по металлу и скульптурой (см. Кельтский крест).
Примерно в 700 году численность населения Ирландии стала постепенно сокращаться, возможно, из-за войны, голода, чумы или политических беспорядков. Население Ирландии сокращалось в течение почти 200 лет, прежде чем на острове в X веке поселились викинги.

## Набеги викингов. Основание викингами Дублина
Образованность и ведущая роль духовенства несколько пошатнулась в X веке, когда Ирландские берега стали тревожить своими набегами викинги. На побережьях они стали создавать городские поселения (в частности, викингами были основаны Дублин и Лимерик), подарив до того времени почти исключительно сельской Ирландии города-порты, и фактически создав средства для самостоятельной морской торговли. Многие монастыри, особенно прибрежные и расположенные на островах, были разграблены и сожжены, хотя и не были уничтожены полностью, как это произошло в Англии примерно в то же время. Монастыри близ Дублина достаточно спокойно сосуществовали с городом викингов, сохраняя свой статус оплота образованности и религиозности. Нашествие викингов в Ирландии повлияло и на язык — некоторые базовые слова ирландского языка, связанные с морем и кораблевождением, имеют скандинавское происхождение.
В начале XI века ирландцы под предводительством Верховного короля Бриана Бору победили и изгнали викингов, при этом сам Бриан Бору погиб в решающей битве при Клонтарфе в 1014 году.
Остров разделялся тогда на пять королевств: Лейнстер, Манстер, Ольстер, Коннахт и Миде, из которых каждое подразделялось, в свою очередь, на второстепенные области отдельных кланов под управлением зависимых вождей. Верховная власть находилась в руках одного короля, пользовавшегося правами ограниченного ленного государя.

## Покорение части Ирландии Англией
Частые междоусобные войны способствовали одичанию и разобщению населения острова, лишив его возможности противостоять иноземным завоевателям. Дермод, король Лейнстера, похитил жену у О’Рурка, вождя одного из племен Миде; за это, при помощи верховного властителя Родериха О’Коннора, он был изгнан из своих владений и в 1167 году отправился искать помощи в Англии.
Английский король Генрих II Плантагенет, давно уже, с согласия папы Адриана IV, замысливший покорение Ирландии, поручил в 1169 году некоторым из своих баронов, в том числе Морису Фитц-Джеральду, прежде всего восстановить Дермода в его владениях; затем, когда посланный им граф Пемброк занял Уотерфорд и Дублин, он сам явился в Ирландию в декабре 1171 года. Так как его завоевание опиралось на папскую буллу, то особенно легко подчинилось ему духовенство. Правители Лейнстера и Манстера вскоре покорились английскому владычеству, а в октябре 1175 года и Родерих после упорного сопротивления должен был согласиться на договор, в силу которого Генриху досталась восточная, ему же — западная часть острова; вместе с тем он должен был признать себя вассалом и данником английской короны. Этот договор решил судьбу острова на многие столетия.
Английские бароны силой овладели данными им в виде феодов землями, изгнали туземных вождей и ввели английские законы и систему управления. Покоренная таким образом область называлась окраиной (the pale) и как по управлению — королевский наместник и собственный парламент, — так и по дальнейшему своему развитию резко отличалась от далеко превосходившей её пространством ещё не покоренной, так называемой Дикой Ирландии, в которой англичане постоянно стремились делать новые завоевания.

## «Чёрная смерть»
Когда Роберт Брюс овладел шотландской короной и удачно повел войну с Англией, ирландские вожди обратились к нему за помощью против общего врага. Брат его Эдуард прибыл с войском в 1315 г. и провозглашен был ирландцами королём, но после трёхлетней войны, страшно опустошившей остров, он погиб в бою с англичанами. Однако в 1348 г. в Ирландию пришла «Чёрная смерть», истребившая почти всех англичан, которые жили в городах, где смертность была особенно высокой. После чумы власть англичан простиралась не дальше Дублина.

## Ирландия при Тюдорах
Во время войны Белой и Алой Розы Ирландия большей частью держала сторону Йоркского дома, но власть англичан в Ирландии за время этой междоусобной войны значительно ослабела.
При Генрихе VII, первом Тюдоре, произошла перемена в отношениях Ирландии и Англии. Генрих приступил с большой осторожностью к восстановлению утраченного влияния; особенно важным шагом был названный по имени королевского уполномоченного закон Пойнинга(1494), которым были внесены новые начала в управление покоренной областью и последняя ставилась в ещё более тесную зависимость от Англии: решения ирландского парламента подчинялись одобрению английского правительства, ирландцы не имели права выбирать юстициария, перестали быть пожизненными должности канцлера и казначея. Но это постановление относилось все ещё только к не обширной окраине. Генрих поскупился на траты для упрочнения английской власти в Ирландии, и заставить ирландцев исполнять закон оказалось технически сложно.
В 1536 году Генрих VIII подавил мятеж «Шелкового Томаса» Фицджеральда, английского ставленника в Ирландии, и решил заново завоевать остров. В 1541 году Генрих провозгласил Ирландию королевством, а себя — её королём. Во время английской Реформации англичане и шотландцы стали протестантами, а ирландцы остались католиками, что создало доживший до наших дней раскол между двумя островами.

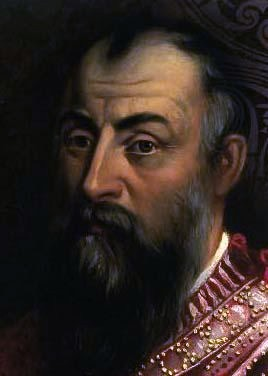
Хью О’Нилл, 2-й граф Тирон

Елизавета попыталась провести Реформацию и в Ирландии и конфисковала все богатства католической церкви в пользу нового духовенства. Вследствие этого уже в 1560 году начались непрерывные восстания, подстрекателями которых были английские беглецы, Папа и испанский двор. Особенно грозно было восстание Гуг О’Неля (Хью О’Нилл), графа Тиронского, начавшееся в 1595 г. и имевшее целью освобождение острова от английского ига. Королева отправила в Ирландию в 1599 г. своего любимца графа Эссекса Роберта Деверё, но он ничего не мог сделать: перемирие, заключенное с О’Ниллом, тоже ни к чему не повело. Преемник Деверё, Чарльз Блаунт, лорд Маунтжой, покорил страну в несколько месяцев, отбросил испанцев, высадившихся в 1601 году при Кинсейле, и захватил в плен О’Нейлла. Ко времени кончины Елизаветы вся Ирландия была подчинена английской короне. Подавление восстания унесло значительную часть коренных жителей, а других принудило к выселению и повело к конфискации множества земель, которые розданы были английским колонистам.

## Ирландия при Стюартах
Король Яков I задумал улучшить положение Ирландии политическими и социальными реформами. Он прежде всего хотел сломить произвол ирландских вождей, превратившихся с течением времени в английских баронов, и обратить ирландцев в лично свободных людей, подобно англичанам. Но для достижения этой цели он также начал с конфискации имущества влиятельных лиц; из 800000 акров земли, доставшихся таким образом королю в северной части острова, значительная часть была продана шотландским или английским спекулянтам. К этим актам насилия присоединилось ещё обострение религиозной розни вследствие приниженного положения католиков, которые в Ирландии составляли большинство, и устранения их от всех официальных должностей.

## Действия Оливера Кромвеля в Ирландии
Во время гражданской войны в Англии, английский контроль над островом сильно ослабел, и ирландцы-католики восстали против протестантов, временно создав Конфедеративную Ирландию, но уже в 1649 г. в Ирландию прибыл Оливер Кромвель с многочисленным и опытным войском, взял приступом города Дроэда и Уэксфорд около Дублина. В Дроэде Кромвель приказал перебить весь гарнизон и католических священников, а в Уэксфорде армия учинила резню уже самовольно. В течение девяти месяцев Кромвель покорил почти весь остров, а затем передал начальство своему зятю Айртону, который и продолжал начатое дело. Целью Кромвеля было положить конец беспорядкам на острове путём вытеснения ирландских католиков, которые принуждены были или покинуть страну, или перебраться на запад, в Коннахт, между тем как земли их раздавались английским колонистам, большей частью — солдатам Кромвеля. В 1641 г. в Ирландии проживало более 1,5 млн человек, а в 1652 г. осталось лишь 850 тыс., из которых 150 тыс. были английскими и шотландскими новопоселенцами.

## Английская колонизация Ирландии и борьба против неё
Восстановление королевской власти мало изменило положение ирландцев-католиков. Хотя Карл II и прекратил религиозные преследования, но протестанты удержали за собой земли, отнятые у католиков. Только немногие ирландцы, сохранившие достаточно средств для ведения долгого судебного процесса, вернули этим путем свои имения. Поэтому католическая реакция, начавшаяся с вступлением на престол Якова II, вызвала среди ирландцев большую радость.
Лишившись английской короны, Яков II пытался в 1689 г. вернуть её себе с помощью Франции, для чего и высадился в Ирландии. Его встретили там с восторгом, исключая Лондондерри и Эннискиллена, все важные пункты передались ему, но скоро новый английский король Вильгельм III Оранский разбил войско Якова II при Бойне (1690) и покорил всю Ирландию.
Хотя католикам разрешено было свободное исповедание их веры, как при Карле II, однако они тысячами были вынуждены эмигрировать. Решением английского парламента вновь был конфискован миллион акров земли и роздан протестантам. В результате английской колонизации коренные ирландцы практически полностью потеряли свои земельные владения; сформировался новый правящий слой, состоящий из протестантов, выходцев из Англии и Шотландии.
В городах протестанты составили так называемые общества, или ложи, оранжистов, которые со всем усердием фанатиков преследовали и угнетали католическое население. Чтобы подавить всякое движение католических и национальных элементов, были, кроме того, изданы жестокие законы, по которым высшие представители церкви должны были выселиться, а низшим запрещалось покидать свои графства; ни один католик не имел права занимать какую-либо должность, приобретать поземельную собственность, свободно завещать свое имущество и т. п. Хотя законы эти и не всегда строго применялись, но они поддерживали ненависть и озлобление.
Вместо желанного собственного законодательства вновь утвержден был в 1719 г. закон Пойнинга, а в 1727 г. у католиков отнято было право участия в парламентских выборах.
Эти постоянные притеснения заставили угнетенный народ бороться за свои права. Возник целый ряд революционных союзов, которые с тех пор играли большую роль в истории Ирландии. Так составился союз так называемых Defenders; в 1760 г. явились Whiteboys, чтобы карать и убивать жестоких помещиков, священников, агентов и чиновников; почти в одно время с ними, в 1763 году, действовали Hearts of oak, то есть дубовые сердца, восставшие против тягостных принудительных работ по устройству дорог.
Когда началась война за освобождение североамериканских колоний, весь народ поднялся и заставил правительство, стесненное тяжелыми внешними войнами, сделать некоторые уступки. Так как Франция грозила нападением на ирландские берега, а в стране почти вовсе не было войска, то ирландцы составили в 1778 г., будто бы для защиты её, корпус волонтёров, в котором через два года насчитывалось уже 50000 человек. Чтобы предотвратить всеобщее восстание, английский парламент был вынужден отменить в 1782 г. закон Пойнинга и допустить законодательную независимость Ирландии. В то же время были если не окончательно отменены, то значительно смягчены законы против католиков,. Особенно тяжела для последних была десятина, которую им приходилось платить протестантским священникам, внося одновременно деньги и на потребности собственной церкви. Бессердечность, с которой многие священники собирали эту повинность, вызвала в 1786 году образование тайного сообщества, члены которого называли себя Rightboys; они брали с народа клятвенное обещание совсем не платить десятины или платить её только в известной мере и наказывали тех, кто не исполнял обещания.

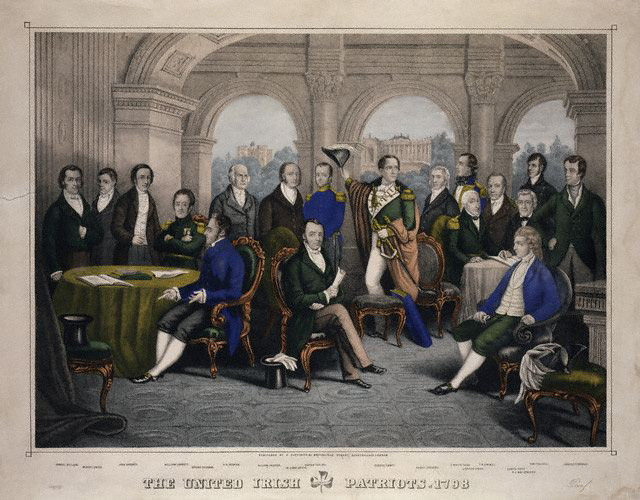
Общество объединённых ирландцев

Французская революция произвела в Ирландии чрезвычайное впечатление; отголоском её явился в Дублине, в ноябре 1791 г., союз «Соединенных ирландцев» (United Irishmen), в котором участвовали и многие протестанты и который втайне подготовлял революцию, долженствовавшую превратить Ирландию в самостоятельную республику. Католики, пользуясь стесненным положением правительства, потребовали на большом собрании в Дублине в 1792 г. полной равноправности с протестантами. Британский парламент, желая укротить бурю, отменил все меры, направленные к стеснению ирландской торговли и промышленности, и почти все другие репрессивные меры. В 1793 г. были отменены наказания, которым подвергались католики за непосещение по воскресеньям протестантской церкви; им дано было также право участия в парламентских выборах, но отказано в праве быть избираемыми в члены парламента и занимать даже низшие административные должности.
Когда дальнейшие требования встретили отказ и союз ещё смелее выступил со своими революционными намерениями, правительство решилось силой подавить движение. Действие Habeas corpus, введенного в Ирландии с 1782 г., было приостановлено, города заняты войсками, союз «Соединенных ирландцев» был обезоружен.
Но, в надежде на помощь Франции, заговорщики не падали духом. Наконец в декабре 1796 г. у берегов Ирландии появился французский флот с войском в 25000 чел., под предводительством генерала Гоша; но вследствие неблагоприятных случайностей он должен был отплыть, ничего не сделав. Британское правительство объявило весь остров на военном положении. Союз соединённых ирландцев снова приступил в 1797 г. к своей тайной деятельности. Во главе его стояла директория из пяти человек, имена которых были известны только секретарям четырёх провинциальных комитетов. Союз насчитывал уже до 500 000 заговорщиков, когда в январе 1798 г. правительство получило подробные о нём сведения от одного из изменивших его членов.
Несмотря на это открытие и арест многих вожаков, восстание вспыхнуло в мае 1798 г. в различных местах. Присутствие значительных военных сил помешало дальнейшему развитию бунта: главные силы повстанцев потерпели при Вайнгар-хилл 21 июня полнейшее поражение. Военные команды рассеялись по всему острову, всюду подавляя восстание. Едва кончилась резня, как в августе 1798 г. появилась французская эскадра с десантом в 1060 чел. возле Киллала, у северных берегов графства Мейо; но британские войска помешали французам соединиться с ирландцами, и после нескольких неудачных стычек французы должны были сдаться. Позднейшие попытки их высадиться, продолжавшиеся до ноября 1798 г., также окончились ничем.

## В составе Соединённого королевства Великобритании и Ирландии
В 1801 году на основании Акта об унии Великобритании и Ирландии Ирландия стала частью Соединённого королевства Великобритании и Ирландии. Парламент Ирландии был объединён с парламентом Великобритании.
Ирландский язык стал вытесняться английским.
В начале XIX в. около 86 % населения Ирландии было занято в сельском хозяйстве, преимущественно на землях принадлежащим английским лендлордам. Ирландия служила одним из источников накопления английских капиталов и развития промышленности в Англии.
В 1825 году была основана Католическая ассоциация, поставившая себе целью добиться равных прав для католиков; ей противодействовали ложи оранжистов. Усилия О’Коннелла и поворот общественного мнения в Англии побудили, наконец, Веллингтона и Пиля предложить парламенту билль об эмансипации католиков (13 апреля 1829 г. он стал законом). Новая формула присяги, которую могли приносить и католики, заменила прежнюю и дала им возможность занимать места в парламенте. Им разрешено было занимать все официальные должности, кроме поста лорда-канцлера.
Эта победа поощрила католиков к новым требованиям. Стремления народной партии были теперь направлены к тому, чтобы отменить унию с Великобританией. С этой целью О’Коннелл основал в 1830 году так называемую Repeal Association, против которой правительство Грея выступило в 1833 году с ирландским принудительным биллем. Этот билль уполномочивал лорда-лейтенанта Ирландии запрещать по своему усмотрению народные сборища, объявлять военное положение; в Ирландию было послано 36 000 солдат и 6 000 вооружённых полицейских. Другим законом, принятым в это же время, правительство уменьшило церковные налоги, стараясь смягчить дурное впечатление, произведённое принудительным биллем; в период правительства Мельбурна он был отменён, и шансы примирения народа с правительством стали увеличиваться.
В 1838 году был принят не раз уже безуспешно предлагавшийся билль о церковной десятине, превративший её в гораздо меньший денежный налог. Но когда в 1841 году к власти в Великобритании снова пришло правительство консерваторов, О’Коннелл вновь начал свою агитацию с целью отделения Ирландии. Она приняла столь угрожающий характер, что правительство опять прибегло к принудительным мерам, в 1843 году О’Коннелл был арестован и приговорён к годичному тюремному заключению. Хотя приговор этот не был утверждён Верхней палатой, но агитация сделалась более умеренной.

### Сгон мелких арендаторов с земли
С середины 40-х гг. XIX в. начался аграрный переворот. Падение цен на хлеб (после отмены в 1846 в Англии «хлебных законов») побудило землевладельцев начать интенсивный переход от системы мелкой крестьянской аренды к крупному пастбищному хозяйству. Усилился процесс сгона мелких арендаторов с земли (так называемая «очистка имений»). Люди повсеместно лишались своих домов. Британская королева Виктория говорила о своём сочувствии к ирландцам, но на деле ничем не помогала обездоленным жителям острова. Ненависть к английскому правительству стала настолько сильной, что настроения народа Ирландии постепенно приближались к восстанию.

### Голод в Ирландии 1845—1849 годов
Отмена «хлебных законов» и болезни картофеля, который был основной культурой у малоземельных ирландских крестьян, привели к страшному голоду 1845—1849 годов. В результате голода погибло около 1 000 000 человек.

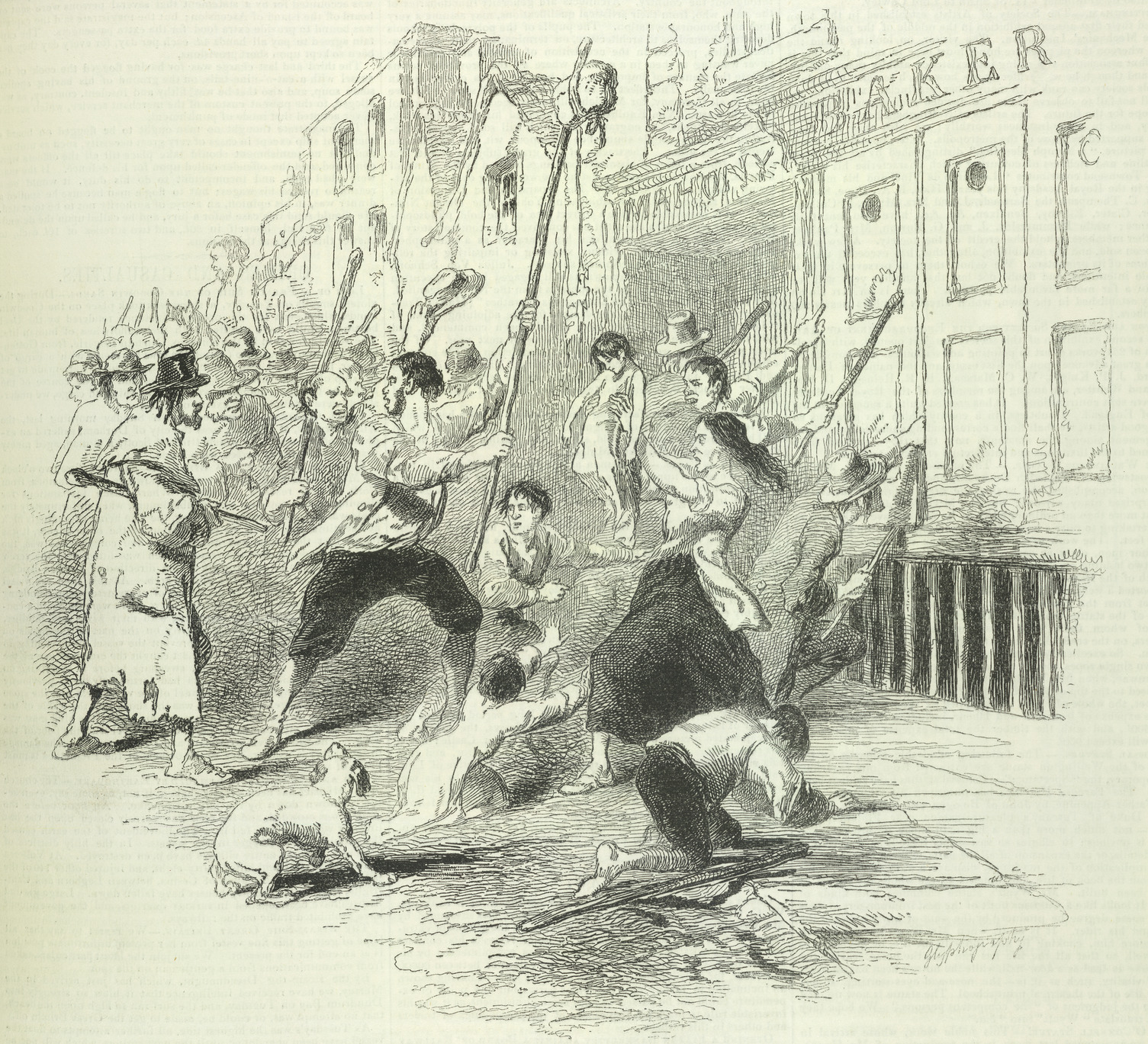
Нападение на булочную в Дангарване в 1846 году во время голода

Значительно увеличилась эмиграция (с 1846 по 1851 выехало 1,5 млн чел., в основном в США), ставшая постоянной чертой исторического развития Ирландии.
В итоге в 1841—1851 гг. население Ирландии сократилось на 30 %.
В дальнейшем Ирландия по-прежнему стремительно теряла население: если в 1841 г. численность населения составляла 8 млн 178 тыс. человек, то в 1901 г. — всего 4 млн 459 тыс.

### Движение за независимость и реформы
В 1847 году умер О’Коннелл, которого опередила новая, более радикальная партия «Молодая Ирландия», противопоставившая его сравнительно миролюбивым стремлениям мысль о насильственном перевороте. При таких условиях Ирландия не могла оставаться безучастной к революциям 1848 года на материке. Вожаки «Молодой Ирландии» — О’Брайен, Митчел, Даффи, Мигер и другие — пытались завязать в Париже сношения с французским временным правительством; вооружение и военные упражнения производились почти открыто. 

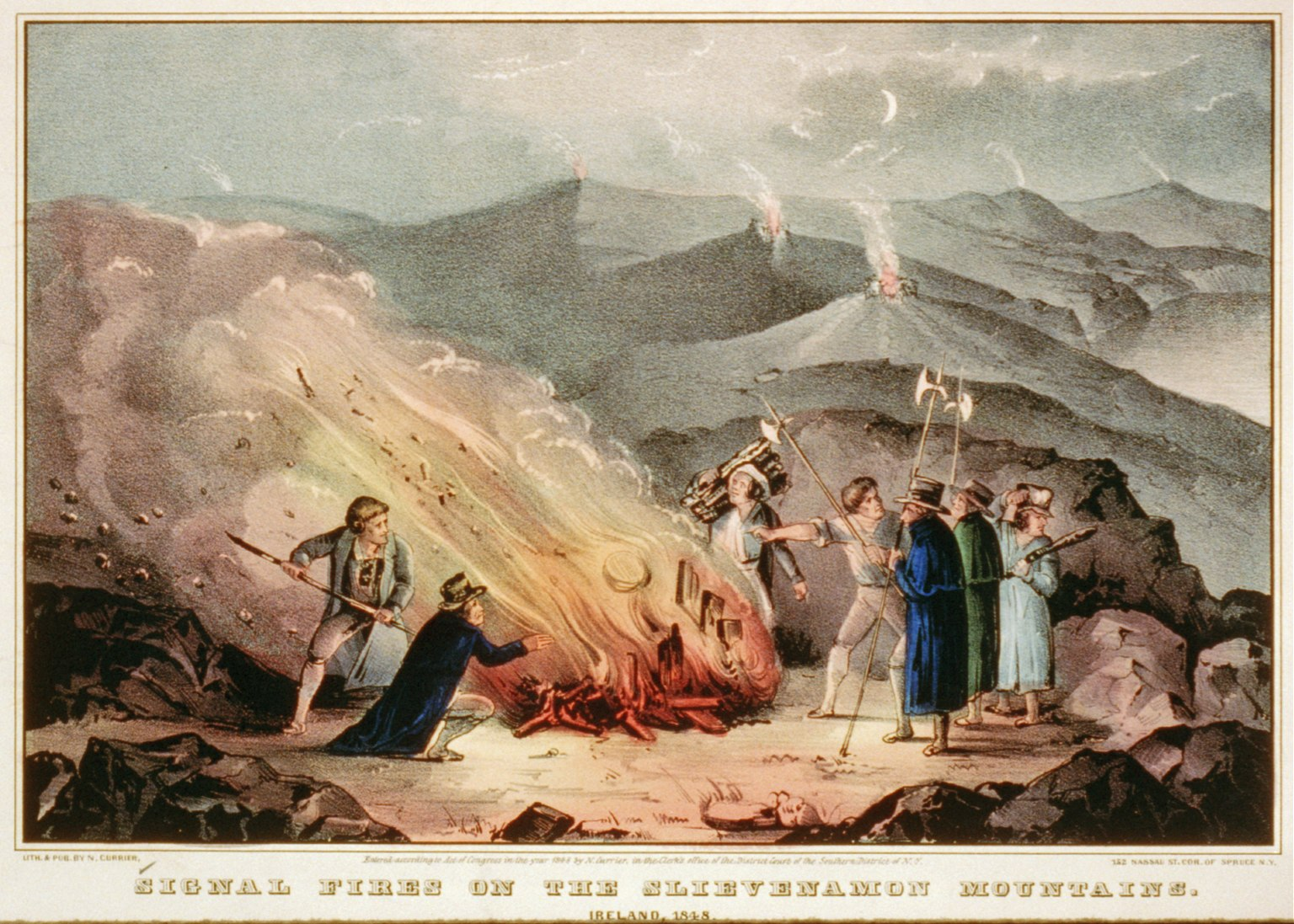
Ирландские повстанцы 1848 года зажигают сигнальный костёр.

Энергичные меры британского правительства предотвратили взрыв прежде, чем он был достаточно подготовлен. Habeas corpus был приостановлен, оппозиционные газеты запрещены; О’Брайен был схвачен после неудавшейся попытки к восстанию и приговорён вместе со своими сообщниками к смертной казни, которая была заменена ссылкой. В короткое время спокойствие было восстановлено; но материальная нужда не уменьшилась. Голод и болезни уносили жителей, большие пространства земли оставались невозделанными, массовое переселение в Америку походило на повальное бегство.
Во второй половине XIX века положение в Ирландии несколько улучшилось: земледелие поднялось, промышленность сделала заметные успехи. Духовным потребностям удовлетворяли теперь основанные под именем Queen’s Colleges высшие образовательные учреждения, одинаково доступные как для протестантов, так и для католиков. Но со стороны тех и других вскоре поднялась сильная оппозиция против этих школ; религиозная вражда не раз вызывала кровавые столкновения, требовавшие применения исключительных законов.
В 1858 году было создано «Ирландское республиканское братство» (ИРБ). Организации ИРБ возникли в 1860—1870-х годах в Ирландии, Великобритании, а также среди ирландских эмигрантов в США, Канаде, Австралии и в других странах. Их участники называли себя фениями (от др.‑ирл. fían — легендарная военная дружина древних ирландцев). Основной целью фениев было создание независимой Ирландской республики путём тайно подготовленного вооружённого восстания. Но разрозненные восстания, поднятые фениями в марте 1867 года в различных графствах Ирландии, потерпели поражение. В 1870—1880-х годах фении всё более втягивались в террористическую деятельность. Американская организация «Фенианское братство» устраивала набеги на Канаду.
С 1868 года в Ирландии начались реформы. Так как правительство Гладстона ирландским церковным биллем 1869 года низвело англиканскую церковь на одну ступень с другими исповеданиями в Ирландии, а земельным биллем 1870 года удовлетворило в главнейших пунктах справедливые жалобы ирландских арендаторов против землевладельцев, то ближайшие поводы к революционной агитации против английского господства были, по крайней мере на некоторое время, устранены.
Результаты этой политики обнаружились не сразу. Ещё во время парламентской сессии 1871 года правительство должно было просить о разрешении чрезвычайных мер для поддержания порядка в Ирландии, а в течение осени того же года началась агитация новой ирландской национальной партии, так называемых гомрулеров, добивавшихся отдельного представительства и самоуправления (Гомруль). Эта агитация проявилась сначала в довольно умеренной форме, под руководством Батта и Шоу, но приняла более решительный характер с 1878 года, когда радикалы национальной партии под предводительством Парнелла стали превосходить гомрулеров. Основание фением Майклом Девиттом Земельной лиги привело к сближению парламентской партии гомрулеров с фенианскими революционерами. Первые требовали политического разъединения с Англией, а представители лиги стояли за социальную эмансипацию Ирландии путём изгнания землевладельцев и возвращения земли ирландскому народу. Партии объединились в 1880 году под главным руководством Парнелла. Несмотря на готовность нового правительства Гладстона (с 1880 года) приступить к дальнейшим реформам, движение не утихало. Ужасный террор распространили по стране банды «рыцарей лунного света» и бойкотирование всех возбуждавших недовольство лиц.
Правительство старалось действовать одновременно исключительными законами и реформами. Новый земельный закон сделал ирландским арендаторам большие уступки, но они были отвергнуты земельной лигой, требовавшей полного устранения английских землевладельцев из Ирландии. Закрытие лиги, арест Парнелла, Девитта и других вождей в октябре 1881 года произвели лишь кратковременное действие; составилась громадная национальная лига, а в ноябре 1881 года возникло фенианское общество «Непобедимых», открыто проповедовавшее политические убийства; 6 мая 1882 года в дублинском Феникс-парке были убиты министр по делам Ирландии Кавендиш и его помощник Бёрк. Новые принудительные меры и казнь убийц произвели некоторое действие, но борьба продолжалась под руководством О’Донован Росса и выразилась целым рядом динамитных покушений на общественные здания в Лондоне и других английских городах. Одновременно с этим было совершено множество преступлений против жизни и имущества арендаторов и землевладельцев.
Такое положение вещей привело Гладстона к переходу от принудительных законов к признанию стремлений гомрулеров. Ирландский вопрос, по его мнению, должен был быть решён всесторонним удовлетворением ирландских требований. Вследствие проведённой им в 1884 и 1885 годах парламентской реформы при новых выборах 1885 года из 100 ирландских депутатов в нижнюю палату вошло не менее 86 гомрулеров, которые способствовали падению правительства Солсбери в январе 1886 года. Гладстон, вновь вступив в управление, 8 апреля внёс в парламент билль о гомруле, а 16 апреля — билль о покупке земель; в первом проектировалось учреждение ирландского парламента и ирландского правительства в Дублине; во втором требовалось 50 млн. фунтов стерлингов для покупки крупных ирландских поместий, которые государство должно было отдавать в аренду ирландским фермерам и которые должны были перейти впоследствии во владение арендаторов. Эти планы Гладстона возбудили волнения и в Англии, и в Ирландии, где протестанты отнеслись к ним настолько враждебно, что в Белфасте дело дошло до столкновений с католиками, усмирённых только вмешательством военной силы. Билль о гомруле был отвергнут нижней палатой 7 июня 1886 года, а когда Гладстон распустил парламент, новые выборы принесли победу его противникам.

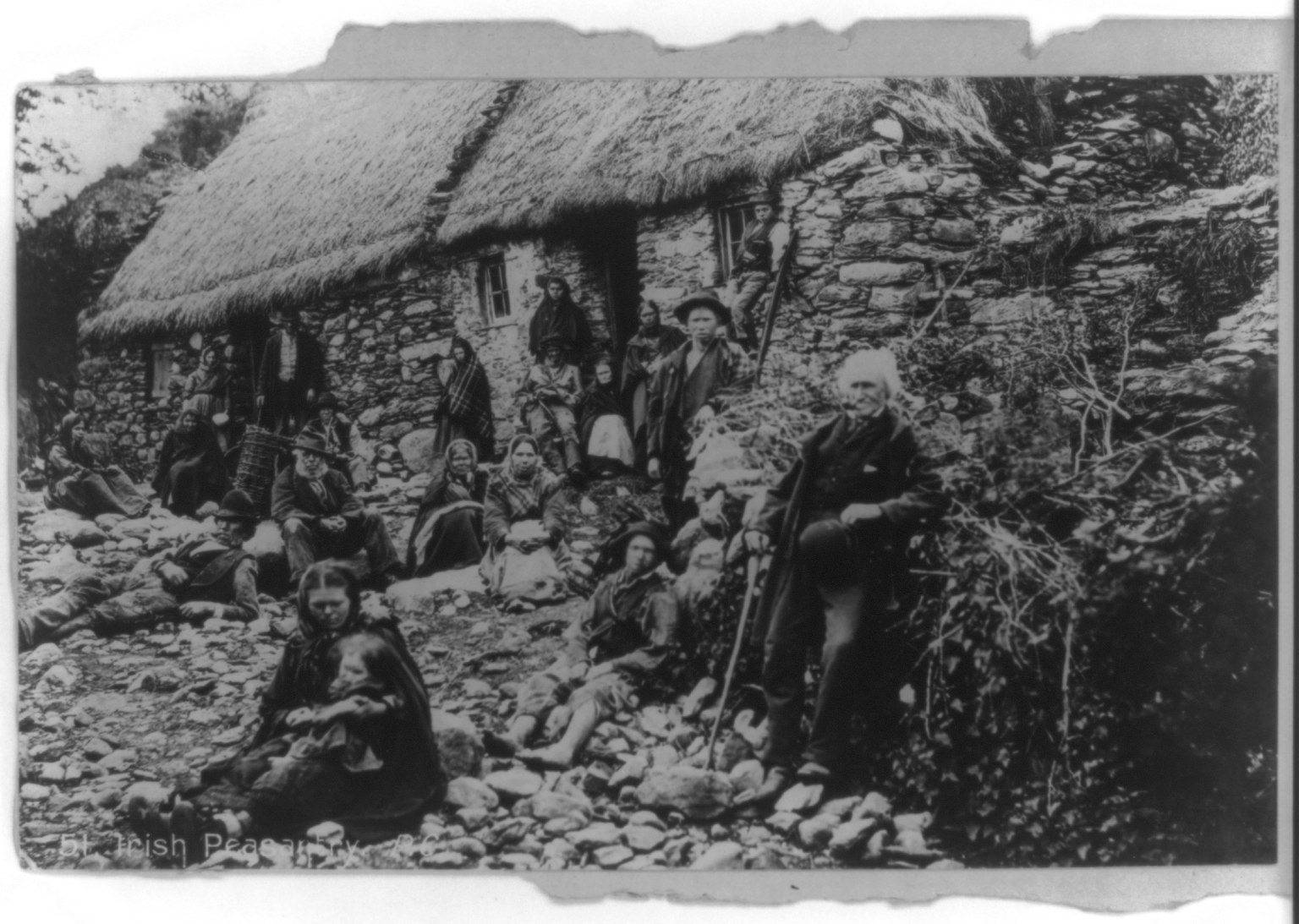
Ирландские крестьяне, 1880 год

С тех пор ирландское движение началось с новой силой. Было принято решение не платить помещикам арендной платы, а деньги вносить в фонд, находившийся в заведовании национальной лиги. Консервативное правительство распорядилось в декабре 1886 года для противодействия этому «новому плану военных действий» арестовать вождей агитации, Диллона и О’Брайена, отдало их под суд в Дублине и добилось присуждения их к 6-месячному тюремному заключению. 28 марта 1887 года внесён был новый ирландский принудительный закон, имевший целью, прежде всего, реформу уголовного законодательства Ирландии; 9 июля он был принят нижней, а 18 июля верхней палатой парламента. В силу его лорд-лейтенант Ирландии получал право объявлять те или другие округа страны на военном положении. Одновременно с этим постановлением был издан новый земельный закон, облегчавший уплату аренды и покупку земель арендаторами. Правительство незамедлительно воспользовалось новыми полномочиями, неоднократно провозглашало военное положение, распустило национальную лигу (20 сентября), действовало оперативно против сборищ и вожаков; дело доходило до сильных волнений и серьёзных столкновений. 

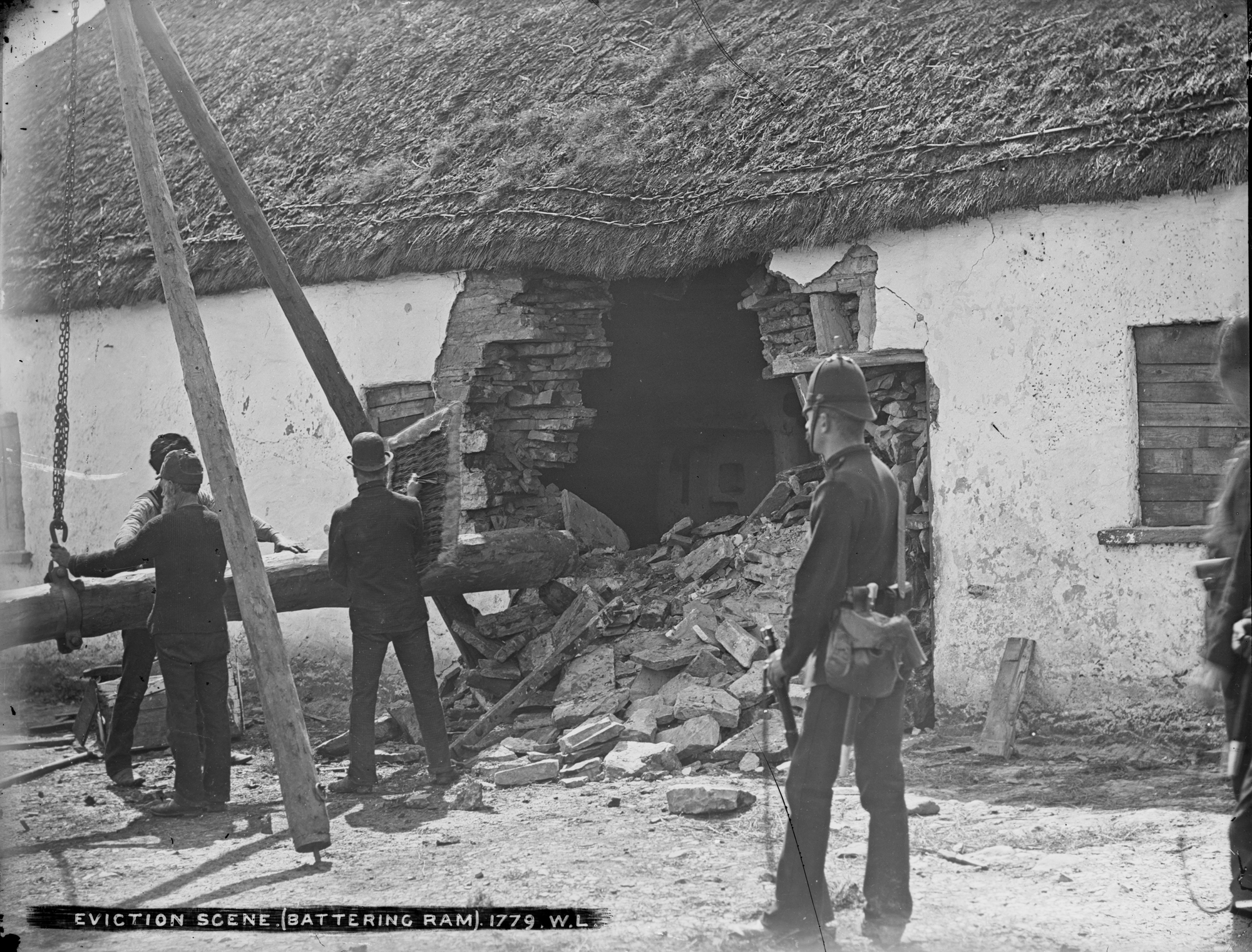
Выселение ирландского арендатора, 1888 год

31 октября 1887 года депутаты различных ирландских национальных союзов собрались на конгрессе в Брюсселе, где решено было сначала держаться выжидательного положения. Британское правительство сумело тем временем заручиться содействием Папы. 20 апреля 1888 года Папа Лев XIII издал энциклику, осуждавшую бойкотирование и всякие насилия. Послание это вызвало большое возбуждение среди ирландцев, но оказало мало действия, точно так же как второе и третье, имевшие целью успокоить волнение. Неудачно кончились и нападки на Парнелла, которого одна из корреспонденций «Times» обвинила в сообщничестве с убийцами в Феникс-парке. Предъявленные письма его оказались подложными, и «Times» должен был уплатить большую пеню Парнеллу, невиновность которого была формально признана парламентом в феврале 1890 года.
Между тем, правительство всеми силами старалось заставить уважать законы, несмотря на сопротивление, выражавшееся протестами и насилием. Многие общества были распущены, ввоз оружия и боевых припасов сильно ограничен (октябрь 1889 года). Сильно повредило делу Ирландии и то обстоятельство, что Парнелл был 18 ноября 1890 года осуждён в процессе о прелюбодеянии, вследствие чего ирландская национальная партия распалась на парнеллистов и антипарнеллистов, которые продолжали существовать и после смерти Парнелла (6 октября 1891 года).
Ирландский вопрос принял, однако, другой оборот, когда после парламентских выборов в июле 1892 года в палате общин оказалось большинство за гомруль и Гладстон в августе стал во главе правительства. 13 февраля 1893 года он внёс свой билль о гомруле, который был принят 1 сентября палатой общин, в третьем чтении, большинством 301 голоса против 267; но он не прошёл в палате лордов, где 8 сентября лорды его отвергли подавляющим большинством 419 голосов против 41.
Вслед за этим такая же участь постигла и другие билли, внесённые либеральным правительством (Гладстона, затем Розбери) для удовлетворения требований ирландского народа: аграрный билль, имевший целью затруднить изгнание арендаторов, был принят палатой общин, но также отвергнут палатой лордов (13 августа 1894 года). Проект отмены репрессивного закона, введённого во время господства консерваторов в 1887 году, не пошёл в самой палате общин дальше второго чтения (май 1895 года). Летом 1895 года либеральный кабинет потерпел поражение и распустил палату общин. Ирландская партия вернулась в прежнем своём числе, но либералы потерпели полное поражение и началась новая эпоха консервативных правительств (Солсбери, затем Артура Бальфура).
На этот раз консервативный кабинет не был расположен идти так далеко в применении репрессивных мер, как раньше, и был более склонен к частичным уступкам в пользу Ирландии. Репрессивный закон 1887 года не был отменён, но применялся с гораздо большей мягкостью. В 1896 году консервативный кабинет провёл, при поддержке ирландцев и значительной части либералов, новый земельный билль, дававший небольшую субсидию из средств государственного казначейства для обращения наёмных ферм в мелкую собственность и, сверх того, лучше обеспечивавший арендаторам пользование плодами произведённых ими мелиораций. В 1898 году был проведён билль о местном самоуправлении Ирландии, составленный по образцу билля о местном самоуправлении в Англии и Шотландии: графствам и приходам были предоставлены права самоуправления. В 1899 году происходили первые выборы в советы графств; они дали громадное большинство тем же непримиримым ирландским националистам, которые господствовали и в представительстве от Ирландии в палате общин. Это было несколько неожиданно для консервативного правительства, рассчитывавшего на умиротворяющее влияние принятых им мер.
Ряд ирландских земельных актов, установивших государственный контроль над величиной арендной платы, привёл в период между 1881 и 1899 годами к понижению арендной платы в среднем более чем на 28%; но в тот же самый период цены на сельскохозяйственную продукцию тоже значительно уменьшились. Поэтому земельные акты оказались недостаточными; экономическая почва для сильнейшего недовольства не исчезла.
В 1898 году ирландский депутат Уильям О’Брайен основал Объединённую ирландскую лигу, которая очень быстро распространилась по стране и стала таким же крупным политическим фактором — рядом с собственно политической партией, — как земельная лига начала 1880-х годов. Выборы в палату общин в конце 1900 года не изменили политического положения: ирландская националистическая партия вернулась в палату общин в прежнем составе, но объединённая. Распря между парнеллистами и антипарнеллистами была оставлена и обе партии слились в одну, под лидерством племянника Парнелла, Джона Редмонда. Вскоре после этих выборов место Бальфура, как министра по делам Ирландии, занял Джордж Уиндхэм, консерватор, но сторонник более примирительной политики по отношению к Ирландии. Он провёл в 1903 году новую земельную реформу, превзошедшую все предыдущие. Она предусматривала выкуп арендаторами арендуемых земель при финансовой поддержке государства.

## Республика Ирландия

### Обретение независимости
К началу Первой мировой войны борьба между сторонниками Гомруля и юнионистами (англ.) достигла апогея, и британский парламент принял закон об автономии Ирландии, который должен был вступить в силу после окончания войны из-за опасений возникновения гражданской войны. «Ирландские добровольцы» раскололись: большая часть была готова согласиться с самоуправлением и отправить на фронт мировой войны своих членов, но 12 000 человек, оставивших название «Добровольцы», вместе с лидерами Ирландского Республиканского Братства (ИРБ) были согласны только на полную независимость.
Весной 1916 года ИРБ готовило восстание в Дублине. Но за 3 дня до восстания Оуэн Макнейл узнал о предстоящем восстании и в последнюю минуту и запретил «добровольцам» участвовать в нём, в результате чего лишь 2 из 12 тысяч бойцов вышли на улицы. 24 апреля заговорщики заняли центр Дублина и неделю противостояли британским войскам. В ходе сражения погибло более 500 мирных жителей.
В 1918 году британский парламент принял закон о воинской повинности ирландцев, что вызвало негодование и новый кризис (англ). Ирландские депутаты вышли из британского парламента и создали национальный парламент (Дойл Эрэн), который объявил о независимости нового государства — Ирландской Республики. 100-тысячный контингент Ирландских добровольцев был реорганизован парламентом в национальное войско, которое получило название «Ирландская республиканская армия».
В 1919 году Ирландская республиканская армия развернула активные боевые действия против английских войск и полиции. 15—27 апреля 1919 года на территории одноимённого графства существовала республика Советский Лимерик. Была создана Ирландская Республика, которая включила всю территорию острова.

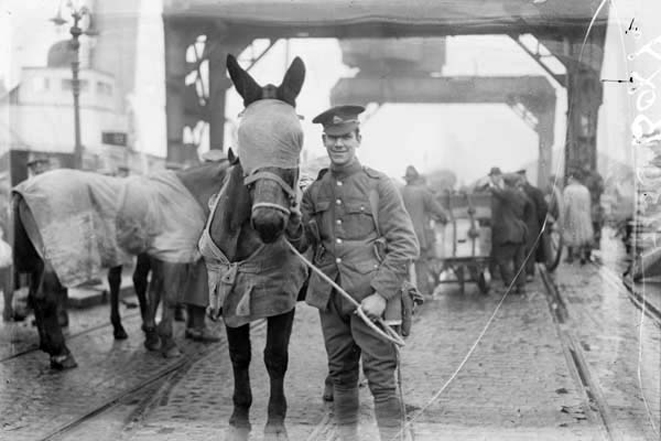
Британская кавалерия покидает Ирландию, 1922 год

6 декабря 1921 года был подписан мирный договор между Великобританией и Ирландией. Ирландия получила статус доминиона (так называемое Ирландское Свободное государство).
После заключения англо-ирландского соглашения и его ратификации ирландским парламентом, ИРА раскололась — значительная её часть стала на сторону новообразованного Ирландского свободного государства, заняв важные посты в «Национальной армии», остальные же повернули оружие против бывших соратников. Но Национальная армия, усиленная британской поддержкой, оказалась сильнее, и 24 мая 1923 года Фрэнк Айкен отдал приказ сложить оружие. Подчинившиеся в 1926 году создали партию Фианна Файл во главе с Имоном де Валера, которая сейчас является крупнейшей партией Ирландской Республики. Неподчинившиеся ушли в подполье.
В 1932 году из ирландской конституции были удалены статьи мирного договора между Великобританией и Ирландией, связанные с монархом, генерал-губернатором и законодательным приоритетом, в связи с принятием Вестминстерского статута. Таким образом, теперь правительство Ирландского Свободного государства могло изменять законы, принятые ранее парламентом Великобритании. Так сбылись слова министра финансов Ирландии Майкла Джона Коллинза о том, что договор даст «свободу для достижения свободы». Одиннадцатый премьер-министр Ирландии Берти Ахерн сказал, что договор узаконил независимость Ирландии в глазах остального мира.
В 1937 страна приняла официальное название «Эйре».

### Полная независимость

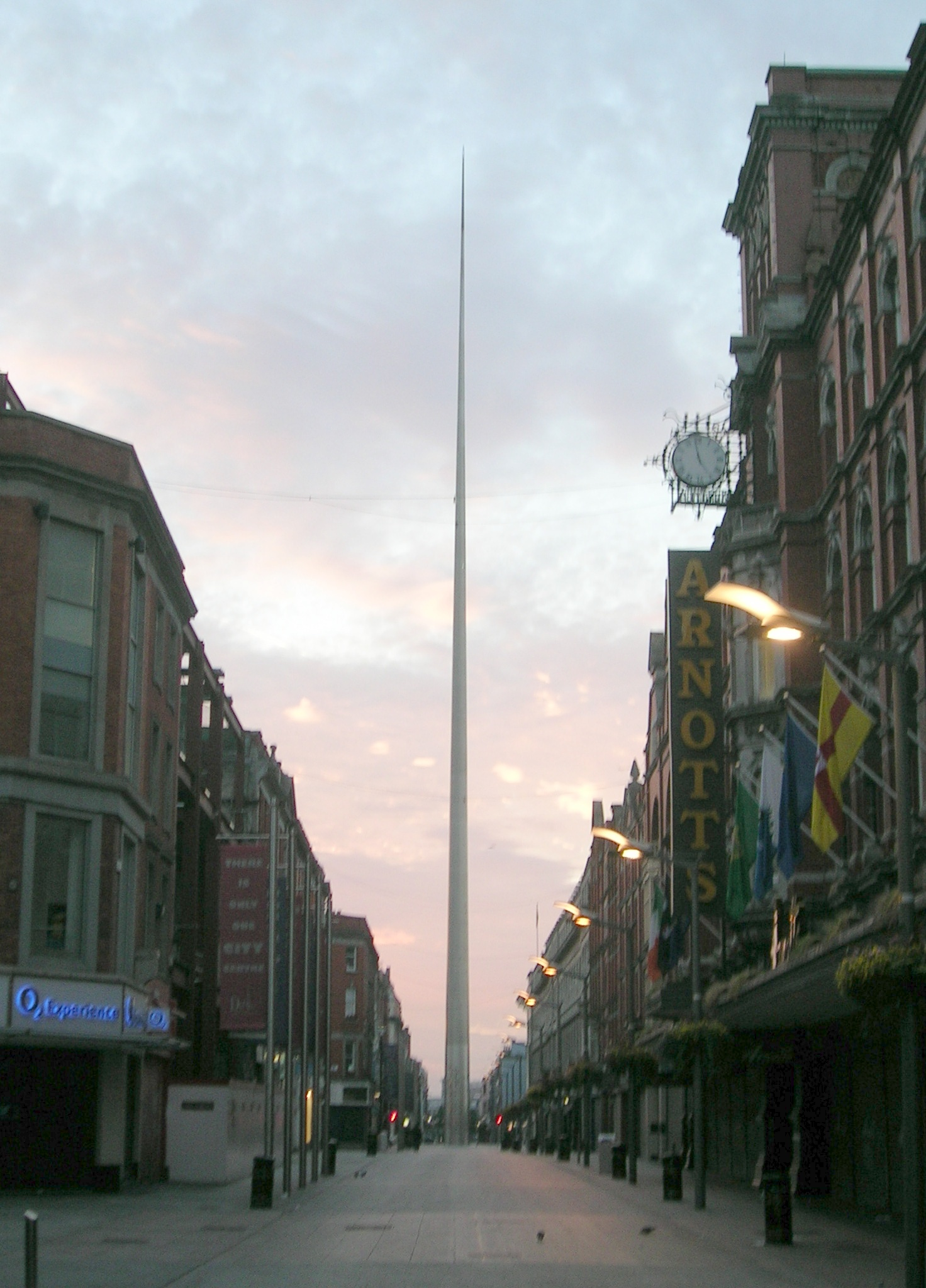
Сооружённая в 2003 году Дублинская игла символизирует модернизацию и растущее благосостояние Ирландии.

В 1949 году Ирландия была провозглашена независимой республикой.
В 1949 году Ирландия вышла из британского Содружества наций. Вопрос об обратном вхождении Ирландии в Содружество наций поднимался с тех пор неоднократно, но это предложение не пользуется поддержкой среди населения Ирландии, продолжающего ассоциировать Содружество наций с британским империализмом. Ирландская Республика стала первым государством, вышедшим из Содружества и не восстановившим своего членства в нём.
В 1973 году Ирландия стала членом Европейского Сообщества.
Рост экономики Ирландии в 1990—2000 годах получил обозначение «Кельтский тигр».

## Северная Ирландия
После отделения Республики Ирландии и на протяжении всего века в Северной Ирландии происходили многочисленные теракты, осуществляемые Ирландской республиканской армией, с целью воспрепятствовать североирландскому правительству осуществлять свою власть на этой территории. Время от времени ИРА совершала нападения на Северную Ирландию, например в 1930-х годах, во время Второй мировой войны и в начале 1950-х годов. Наиболее значительная кампания против северных графств была развернута между 1956 и 1961 годами.
Традиционное преобладание в парламенте протестантских сил обусловило постепенный рост недовольства со стороны католиков. В 1967 году активисты католического движения создали Североирландскую ассоциацию борьбы за гражданские права, которая требовала обеспечения гражданского равноправия для католиков и протестантов. Их митинги под лозунгами защиты прав католического населения привели к активизации деятельности радикальных религиозно-политических группировок и к новому обострению в межконфессиональных отношениях. Так начинался конфликт в Северной Ирландии.
Апогеем такого рода столкновений стали события в Лондондерри в августе 1969 г. (смотри статью Схватка за Богсайд), затем начались вооруженные беспорядки в Белфасте. Во избежание повтора подобных случаев в 1969 году на территорию Северной Ирландии были введены регулярные армейские части. Но эти меры не помогли улучшить ситуацию в этой части страны, и в 1972 в Северной Ирландии был введен режим прямого правления. Это привело к жесточайшим беспорядкам и восстаниям. Апогеем можно считать события «Кровавого воскресения» 30 января 1972 года, когда английские войска открыли огонь по восставшим католикам и убили 13 человек. В ответ восставшие ворвались в британское посольство в Дублине и сожгли его дотла. Всего с 1972 по 1975 годы в Северной Ирландии погибло 475 человек. Для снятия напряженности в стране британское правительство решилось на проведение референдума. Референдум был бойкотирован католическим меньшинством, и правительство решило действовать в обход мнения населения, и в 1973 году лидеры Великобритании и Ирландии подписали Саннингдейлское соглашение о создании Совета Ирландии — межгосударственного консультативного органа из министров и членов парламента Ирландской Республики и Северной Ирландии, но ратификация этого соглашения была сорвана выступлениями протестантских экстремистов. Аналогично завершились попытка воссоздания ассамблеи в 1974 и выборы в конвент 1976 года.

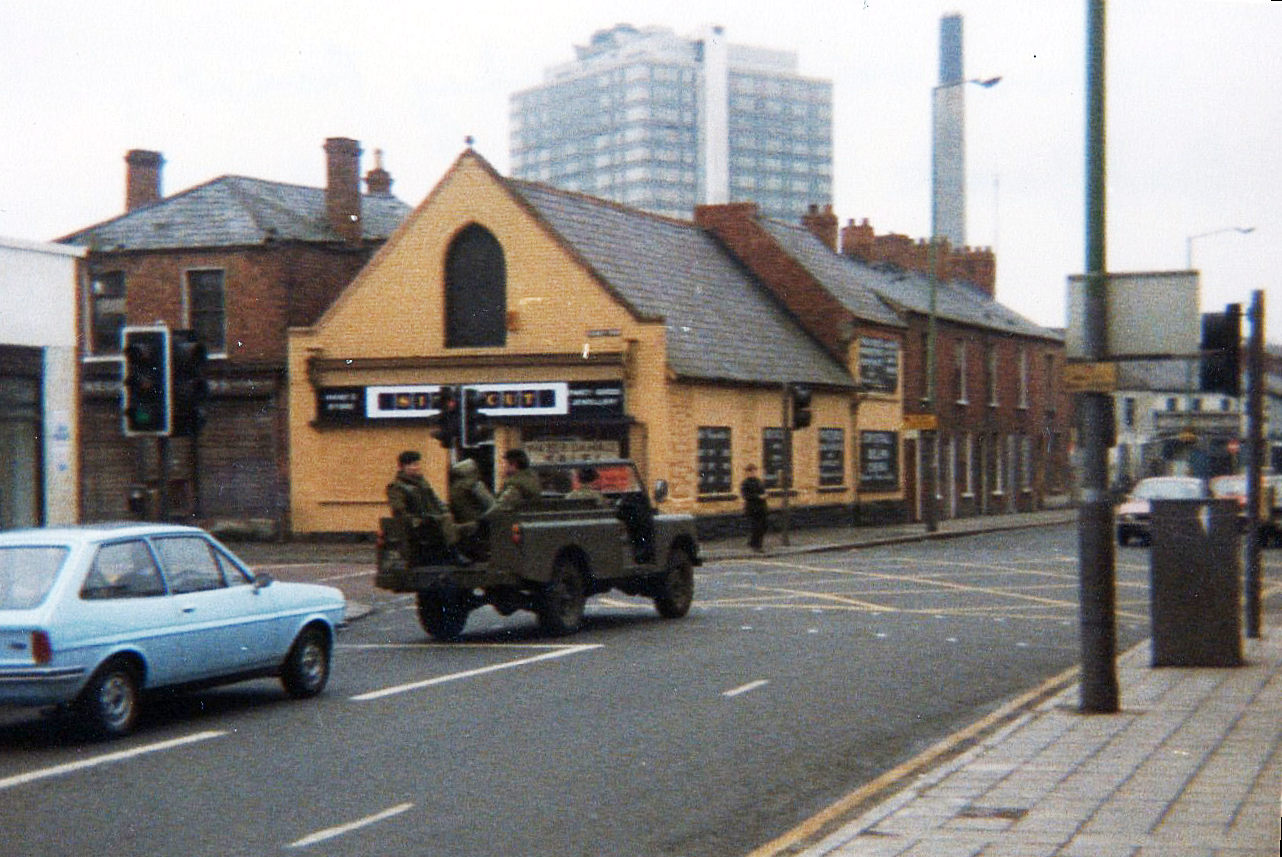
Британские войска на юге Белфаста, 1981 год

Первой удачной попыткой сотрудничества Великобритании и Ирландии в области урегулирования конфликта в Северной Ирландии стало англо-ирландское соглашение 1985 года, в котором подтверждалась принадлежность территории Северной Ирландии Великобритании, до тех пор, пока за это выступает большинство её жителей. Соглашение также предусматривало проведение регулярных конференций на уровне членов правительств двух стран. Первым положительным последствием данного соглашения стало принятие в 1993 году Декларации Даунинг-стрит, заявившей о принципе приглашения за стол переговоров всех заинтересованных сторон, при условии их отказа от насилия. В результате этих договоренностей сначала Ирландская республиканская армия заявила о прекращении огня, а вскоре её примеру последовали и протестантские военные организации. В том же году создаётся международная комиссия по управлению процессом разоружения. Однако ИРА от него отказалась, что резко осложнило переговорный процесс. Новый теракт, организованный членами Ирландской республиканской армии в Лондоне 9 февраля 1996 года, прервал перемирие.
В июне 1997 года партию Шинн Фейн снова допустили к решению конфликта, после недавнего отстранения её от переговоров в 1996 году, в связи с очередным терактом ИРА. Ответным шагом стало объявление ИРА о прекращении военных действий 20 июля 1997 года.
Переговоры всех партий Северной Ирландии и правительств Великобритании и Ирландии завершились 10 апреля 1998 года, подписанием Соглашения Страстной Пятницы или Белфастского соглашения, предусматривавшего создание автономных органов власти.

### Развитие Ирландии после провозглашения её независимой республикой (с 1949)
В 1949 в результате многолетней упорной борьбы ирландского народа Ирландия была провозглашена независимой республикой. Было объявлено о выходе республики из британского Содружества. В стране продолжался процесс капиталистической индустриализации с участием государства. Значительно выросла численность рабочего класса, в страну стали возвращаться эмигранты.